# ブキャナン (ミサイル駆逐艦)
|           | |
| 艦歴      | |
| 発注:     | |
| 起工:     | 1959年4月23日                                                                                             |
| 進水:     | 1960年5月11日                                                                                             |
| 就役:     | 1962年2月7日                                                                                              |
| 退役:     | 1991年10月1日                                                                                             |
| その後:   | 2000年6月14日に標的艦として海没処分                                                                       |
| 除籍:     | 1992年11月20日                                                                                            |
| 性能諸元  | |
| 排水量:   | 満載：4,500トン                                                                                           |
| 全長:     | 437 ft (133.2 m)                                                                                          |
| 全幅:     | 47 ft (14.3 m)                                                                                            |
| 吃水:     | 22 ft (6.7 m)                                                                                             |
| 機関:     | バブコック・アンド・ウィルコックスボイラー4缶 1,200psi、蒸気タービン2基、2軸推進                          |
| 最大速:   | 30ノット以上                                                                                              |
| 兵員:     | 士官、兵員354名                                                                                           |
| 兵装:     | ターターミサイル発射機 1基 5インチ砲（Mk42） 2門 ASROC 8連装発射機 1基 12.8in(324mm)短魚雷3連装発射管 2基 |
| モットー: | |

ブキャナン(USS Buchanan, DDG-14)は、アメリカ海軍のミサイル駆逐艦。チャールズ・F・アダムズ級ミサイル駆逐艦の13番艦。艦名はフランクリン・ブキャナン提督に因む。その名を持つ艦としては3隻目。

## 艦歴
ブキャナンは1959年4月23日にワシントン州シアトルのトッド・パシフィック造船所で起工する。1960年5月11日に進水し、1962年2月7日に就役した。
1985年2月、アメリカ合衆国はブキャナンの親善訪問をニュージーランドに要請したが拒絶された。その理由はブキャナンが核弾頭搭載アスロックミサイルを搭載可能であったためである。ニュージーランドでは1984年の選挙でニュージーランド労働党が勝利し、デビッド・ロンギ首相は核兵器の危険性、南太平洋における核実験の継続、ロナルド・レーガン大統領のソ連に対する強硬姿勢に対するものとして原子力艦及び核武装可能艦艇のニュージーランド入港を認めない法律を制定した。核兵器の搭載確認および存在の否定を拒絶した場合、全ての艦艇にこの法が適用されるため、アメリカ海軍艦艇はニュージーランドへの入港が拒絶された。
オーストラリア同席の協議およびニュージーランドとの直接交渉が決裂した後、アメリカ合衆国はアメリカ海軍艦艇のニュージーランド入港が認められるまでニュージーランドに対する太平洋安全保障条約の義務が保留されると発表した。そのため、ニュージーランドはアメリカ合衆国の「同盟国ではなく友好国」であった。
ブキャナンは1991年10月1日に退役し、1992年11月20日に除籍された。その後2000年6月14日にハワイ水域で標的艦として沈められた。